# SIG Sauer P365
SIG Sauer P365는 지크자우어에서 제조한 공이형 소형 반자동권총이다.  크기가 주머니만큼 작게 제작하여 일상생활에서 소지할 수 있다.  10 라운드 탄창을 제공하며 스테인레스 스틸로 프레임을 만들었다. Gunbroker.com에 의하면 2023년 미국에서 가장 많은 양이 판매된 권총으로 알려져 있다.